# Nederlandse Turken
Nederlandse Turken (Turkiye'de Hollandalılar, historisch Franken/Ferengi) vormen een kleine bevolkingsgroep in Turkije met evenwel een lange geschiedenis van vestiging. Deze gaat terug tot de vroege periode van het Ottomaanse Rijk. Nieuwkomers uit de Lage Landen arriveerden toen in steden als Istanboel en İzmir. Tegenwoordig leven enkele tienduizenden Nederlanders in Turkije, met name in de grote moderne steden en in de plaatsen aan de Turkse Rivièra.

## Geschiedenis
De eerste Nederlanders die zich permanent in Turkije vestigden waren handelaren en zeelieden die tijdens de Gouden Eeuw een belangrijke rol vervulden in de opkomende relaties tussen het Ottomaanse Rijk en het de nieuwe Republiek der Zeven Verenigde Nederlanden. Deze handelaren bestonden voor een groot deel uit in Holland woonachtige Sefardische Joden die eerder waren gevlucht van het Iberisch Schiereiland, maar ook uit autochtone Hollanders. In tegenstelling tot handelaren die op de oost (Indië) of de Oostzee voeren waren de meeste Nederlandse handelaren in het Middellandse Zeegebied Katholiek. Hierdoor werden zij over tijd deel van de Levantijnse gemeenschap, die het Frans als voertaal had. Nederlanders vestigden zich met name in Smyrna (het huidige İzmir), Constantinopel (Istanboel) en Aleppo. Nederlanders hadden, samen met de burgers uit enkele andere West-Europese handelsnaties zoals Venetië en Frankrijk, een ietwat speciale rol binnen het Ottomaanse Rijk. De Sultans zagen de waarde van hun Europees handelsnetwerk en wenste hier gebruik van te maken. Om deze reden verkregen zij vrijstelling van bepaalde belastingen, het recht op vrij verkeer door het rijk en het recht hun geloof te belijden. Cornelis Haga werd in 1612 de eerste officiële gezant van de Nederlandse republiek in het buitenland. Vanuit zijn standplaats Constantinopel werkte hij tot 1639 aan sterkere relaties tussen de twee landen en ook richtte hij meerdere Nederlandse ambassades op in de belangrijkste steden van het Ottomaanse Rijk. De capitulaties die Haga van de Osmanen verkreeg gaven Nederlandse handelaren het recht te exporteren tegen het laagste tarief, gelijk aan dat van Engeland. Dit vanwege de lange afstand tot Noord-Europa in vergelijking met Italië en Zuid-Frankrijk. In de volgende eeuwen werd de onderlinge handel steeds belangrijker. Aan het begin van de 18e eeuw waren er in Smyrna wel 20 Nederlandse handelshuizen. Nadat er aan het eind van de 19e eeuw etnische spanningen ontstonden in het Ottomaanse Rijk kozen veel nazaten van Nederlanders en andere West-Europeanen ervoor om een tweede paspoort aan te vragen en te remigreren. Vaak vertrokken zij naar Frankrijk; binnen de Levantijnse gemeenschap was Frans de spreektaal tot ver in de 20e eeuw. Een deel van hen bleef echter achter, met name in de steden İzmir en Constantinopel, en bleef handel drijven met Nederland. Zij nemen vaak een bijzondere positie in met de relatie tussen de twee landen, zo is een van de nazaten van Nederlandse handelaren in Izmir tegenwoordig de Honorair consul.

## Huidige tijd
Sinds enkele jaren is Turkije in trek bij Nederlandse ouderen die er overwinteren of er permanent verblijven. Enkele duizenden van hen wonen in de omgeving van Alanya en Bodrum. Sinds enkele jaren ontmoedigt de Nederlandse regering de vestiging van gepensioneerden buiten de Europese Unie. De mogelijkheden om daar AOW te ontvangen zijn beperkter dan vroeger.
Nederlandse bedrijven zijn bij de grootste investeerders in Turkije, en beheren meerdere megawinkelcentra en bankenketens door heel het land. Meer dan 2.000 Nederlandse bedrijven zijn actief in Turkije, hiervoor werken enkele duizenden Nederlandse Turken, alsmede veel Turkse Nederlandse hoogopgeleiden.
In de afgelopen jaren is het aantal Nederlanders dat in Turkije studeert ook toegenomen, het gaat anno 2011 om jaarlijks enkele honderden studenten, voornamelijk aan universiteiten in Istanboel, İzmir, Ankara en Eskişehir. Nederlandse studenten van Turkse afkomst gaan na hun studie in Nederland ook steeds vaker naar Turkije.

## Enkele bekende Nederlandse Turken
- Wilco van Herpen, een televisiemaker bij onder andere de  Turkse publieke omroep TRT.
- Joost Lagendijk, voormalig Europees parlementslid voor GroenLinks.
- Raymond Westerling, militair tijdens de onafhankelijkheidsoorlog in het toenmalige Nederlands-Indië.